# Bateria Wardija
Bateria Wardija (malt. Batterija tal-Wardija, ang. Wardija Battery) – bateria artyleryjska na Wardija Ridge w granicach St. Paul's Bay, na północnym wybrzeżu Malty. Zbudowana przez Brytyjczyków w roku 1915, używana podczas I wojny światowej. Stała się nieużyteczną po zbudowaniu fortu Campbell w roku 1938.

## Historia
W październiku 1914 roku brytyjskie władze zbadały teren zatoki St. Paul’s Bay i zdecydowały o budowie baterii, która kontrolowałaby statki płynące do Grand Harbour, i oddawała strzały ostrzegawcze do nie przestrzegających przepisów. W maju 1915 roku zaobserwowano niedaleko Malty, poza zasięgiem artylerii przybrzeżnej, dwa okręty podwodne. Zaowocowało to decyzją przyspieszenia budowy baterii w północnej części wyspy.
Między 30 listopada a 10 grudnia 1915 roku Royal Malta Artillery zabrała z przestarzałej baterii Wolseley na południu Malty dwa 6-calowe działa szykostrzelne i zamontowała je na wschodnim końcu Wardija Ridge. Miejsce to miało naturalną obronę, nie zbudowano więc żadnej stałej fortyfikacji. Bateria składała się jedynie z dwóch stanowisk działowych. 31 grudnia 1915 roku dwa te działa zostały oficjalnie określone jako "Wardija Battery" i przeszły pod komendę Zachodniego Odcinka Royal Garrison Artillery. Działa pozostawały w aktywnej służbie w czasie trwania I wojny światowej.

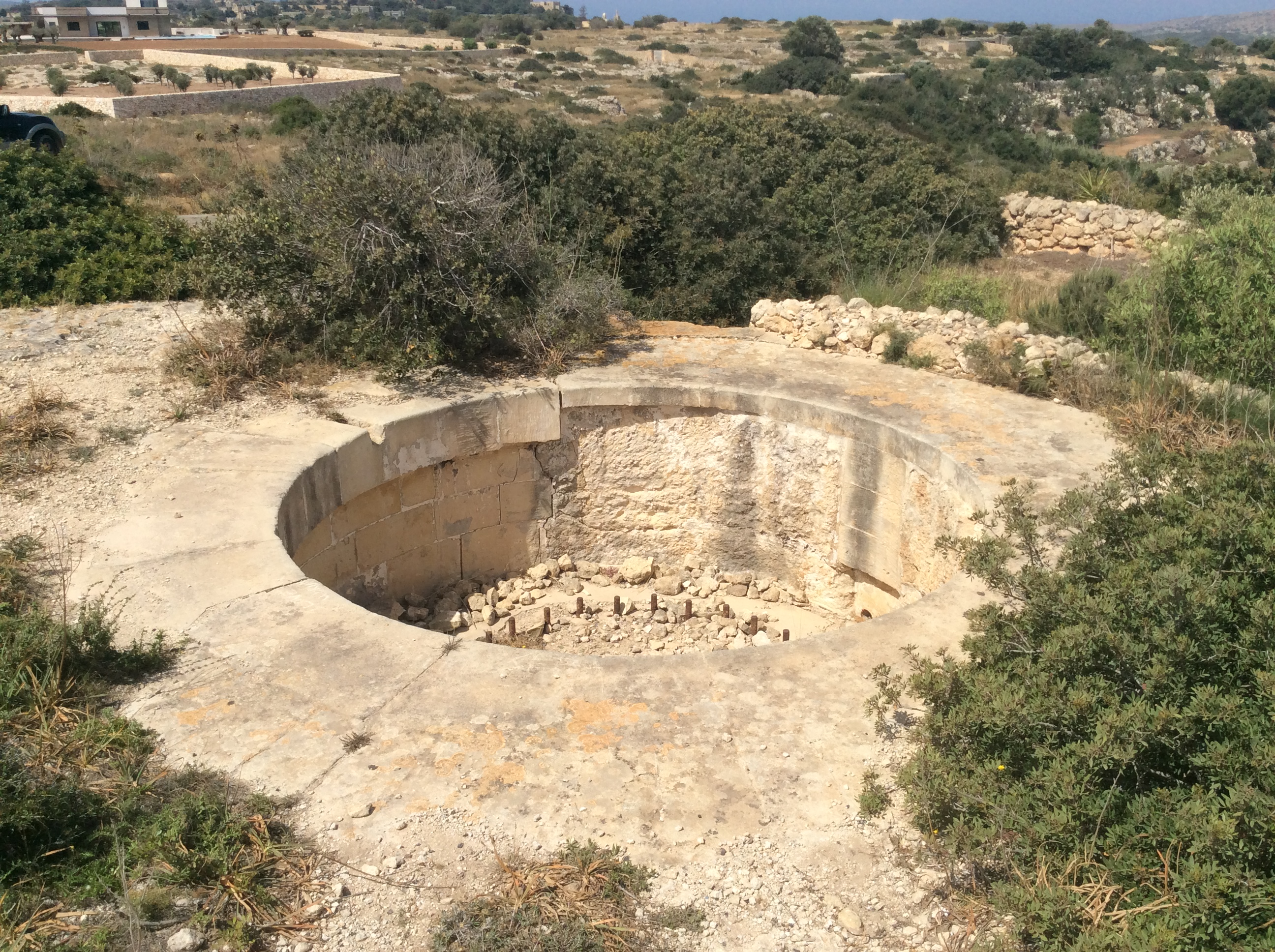
Pozostałości jednego z dwóch stanowisk artyleryjskich

Bateria Wardija zdezaktualizowała się w roku 1938, kiedy jej rola została przejęta przez fort Campbell. W czasie II wojny światowej na miejscu baterii ustawiono system radarowy.
Oba stanowiska działowe baterii Wardija są wciąż zachowane.